# فيونا أوشوجنسي
فيونا أوشوجنسي (بالإنجليزية: Fiona O'Shaughnessy)‏ هي ممثلة أيرلندية، ولدت في 1979 في جمهورية أيرلندا.

## أعمال

### أفلام
- (2004) الإسكندر
- (2007) حتى الموت

### مسلسلات
- يوتوبيا

## وصلات خارجية
- فيونا أوشوجنسي على موقع IMDb (الإنجليزية)
- فيونا أوشوجنسي على موقع ألو سيني (الفرنسية)
- فيونا أوشوجنسي على موقع ميوزك برينز (الإنجليزية)
- فيونا أوشوجنسي على موقع أول موفي (الإنجليزية)
- فيونا أوشوجنسي على موقع قاعدة بيانات الأفلام السويدية (السويدية)
- فيونا أوشوجنسي على موقع قاعدة بيانات الفيلم (الإنجليزية)
- فيونا أوشوجنسي على موقع كينوبويسك (الروسية)